# 2019冠状病毒病疫情相关旅行限制
因2019冠状病毒病疫情，许多国家和地区对来自疫情严重地区的公民或游客实施了隔离和/或入境禁令。有的国家和地区甚至实施全球旅行禁令。
加上旅游意愿下降，这些限制对相关国家的旅游业造成了负面的经济影响，对这些地区起到了负面的影响。一个可能的长期影响可能体现在商务旅行和国际会议的减少和虚拟会议的增加。

## 实施全球旅行禁令的国家或地區

迄2020年8月的旅行禁令状态
正在实施全球旅行禁令的国家或地区
曾实施全球旅行禁令的国家或地区

下列日期未特別註明者均為2020年。

### 亚洲
- ：3月23日起，除持有工作许可和阿塞拜疆政府特别许可外，旅客不得进入阿塞拜疆。[3]
- ：3月24日起，所有外籍人士禁止入境或自文莱转机[4]。
- 中国大陆：3月28日0时起，暂时停止外国人持目前有效来华签证和居留许可入境。暂停外国人持APEC商务旅行卡入境。暂停口岸签证、24/72/144小时过境免签、海南入境免签、上海邮轮免签、港澳地区外国人组团入境广东144小时免签、东盟旅游团入境广西免签等政策。持外交、公务、礼遇、乘务（C字）签证入境不受影响[5]。9月28日0时起，中国政府恢复对持有效中国工作类、私人事务类和团聚类居留许可的外国人入境，相关人员无需重新申办签证。如外国人持有的上述三类居留许可于2020年3月28日0时后过期，持有人在来华事由不变的情况下，可凭过期居留许可和有关材料向中国驻外使领馆申办相应签证入境。上述人员需严格遵守中方防疫管理规定[6]。但在11月4日，中国驻英国大使馆宣布，因英国疫情反复，暂时停止在英国人员持目前有效中国签证及工作类、私人事务类和团聚类居留许可入境中国，暂停为上述人员签发《健康状况声明书》。持外交、公务、礼遇、C字签证人员不受影响。外国人如确有特殊紧急赴华需要，可向中国驻英国使领馆申请签证，持2020年11月3日后签发的签证赴华入境不受影响[7]。此外，中国驻印度、比利时、菲律宾、孟加拉国大使馆先后宣布，暫停持目前有效中國簽證及工作類、私人事務類和團聚類居留許可的當地人員入境中國[8][9]。
- 賽普勒斯：3月15日开始，只有塞浦路斯公民、在塞浦路斯工作的欧洲人以及持有特别许可的人可以进入该国15天。[10]
- ：禁止所有外国公民入境，关闭边境。3月20日起停止所有国际航班。所有限制于4月21日结束。[11]
- 香港：3月25日零時起，所有从海外国家或地区乘飛機抵港的非香港居民，不准從香港機場入境，為期14天；从內地、台灣或澳門入境的非香港居民，如過去14天曾到访海外國家或地區，亦不准入境[12]。
- 印度：从3月13日起，所有的旅游签证和印度海外公民（英语：Overseas Citizenship of India）（OCI）入境将被暂停至至少4月15日，而这些签证的持有者已经在该国可以停留。加强了与邻国的边境的管理。[13]印度还规定，从中国、意大利、伊朗、韩国、西班牙、法国和德国七个国家返回印度的公民必须接受为期14天的隔离检疫。[14]
- 印度尼西亞：4月1日起，禁止外国人入境。[15]
- 以色列：3月12日起，所有外国旅客禁止入境，除非有外交部给予的特定许可，并且该人可以证明能在国内隔离14天。以色列公民和永久居民入境必须隔离14天。[16]
- 约旦：3月17日起，约旦停运所有来回该国的航班。[17]
- 澳門：3月19日零時起，禁止除中國內地、香港和台灣居民以外的所有非本地居民及外地僱員身份認別證持有者進入澳門特別行政區。[18]3月25日零時起，禁止曾於入境前14日到過外國的中國內地、香港及台灣居民入境澳門。[19]
- 马来西亚：3月18日起，禁止所有公民出境，禁止所有外国人入境。机场和领空保持开放。[20][21]
- 緬甸：3月30日23:39起，除特殊航班外，4月13日23:59前其他航班不得降落缅甸。[22]
- 尼泊尔：4月30日前暂停所有国际航班。[23]
- ：禁止全球游客入境，平时的游客大部分为来自中国。[24]
- 阿曼：3月15日起，暂停向所有游客发放旅游签证，为期1个月。[25]
- 巴基斯坦：3月21日，机场关闭出入境，为期两周。截止日期被推迟到4月11日。[26]
- 巴勒斯坦：3月5日起，实施西岸旅游禁令，为期14天。[27]
- 菲律賓：3月19日起，暂停所有外国公民的签证和免签入境。[28]3月22日起，禁止所有外国人入境，菲律宾公民、外交官员和国际组织工作人员的外国配偶和子女除外。[29][30]
- 俄羅斯：3月18日到5月1日，禁止外国人入境，但有一些例外。[31]
- 沙烏地阿拉伯：3月15日起，取消所有国际航班，为期2周。[32]
- 新加坡：3月23日23:59分起，禁止所有外籍短期旅客入境或過境。新加坡永久居民、持工作准证并从事医疗、运输等必要服务的外籍劳工，以及这些人士的家属例外。[33]
- ：2023年1月2日起，韩国考虑到中国新冠疫情扩散的风险，决定从当日起暂停发放自华赴韩短期签证，并要求自华旅客提供新冠阴性证明等。
- 斯里蘭卡：4月8日起，斯里兰卡签发的签证和ETAs将失效。[34]关闭所有机场。[35]
- 臺灣：3月19日起，除持有居留證、外交或商務履約證明者外，拒絕所有外籍人士入境，也不得在台灣過境轉機，所有入境旅客不分國籍一律強制居家檢疫14天。[36][37]
- 泰國：泰国民航局（英语：Civil Aviation Authority of Thailand）4月4日起禁止商业航班入境泰国，泰国观光局（英语：Tourism Authority of Thailand）副局长恰谭·坤迦拉·那·阿育塔亚（Chattan Kunjara Na Ayudhya）预测泰国至少要到2021年才会欢迎游客。[38][39]7月1日，泰国普吉岛的“沙盒计划”正式实施，来自新冠肺炎中低感染风险国家的游客，只要完整注射2针新冠疫苗，就可以免隔离进入普吉。但目前泰国仍然暂停免签和落地签政策实施，仅签发可在线申请普通旅游签证、STV特别旅游签证、商务签证等。[40]
- ：3月20日至4月20日，禁止外国人入境。特殊情况除外。[41]
- 阿联酋：3月17日起，阿联酋暂停向外国人发放所有签证，外交护照持有人除外。该决定不适用于在上述日期之前已经签发签证的人。[42]
- 越南：3月22日起，禁止所有外国人入境，直到通知解除未知。如因外交和特殊原因，经批准后可以入境。停运所有国际航班。[43]

### 欧洲
- 欧盟：3月17日，欧盟27国领导人举行会议，批准了欧盟委员会关于加强欧盟及申根区外部边境管控的提案。自3月17日中午12时起，欧盟成员国将对来欧盟“非必要旅行”实施为期30天的限制。欧盟长期居民和在欧盟成员国转机的旅客不受限制，参与抗击新冠肺炎疫情的医护人员、医学专家和研究人员不在此限[44]。
- 阿尔巴尼亚：3月15日起关闭边境，3月29日暂停所有商业航班。禁止在阿尔巴尼亚和黑山、科索沃、北马其顿和希腊之间旅行，运输货物除外。[45]
- 奥地利：禁止没有在过去4天内经检测阴性的人入境。[46]
- 比利时：3月20日对非必要的旅行关闭边境。[47]
- ：3月19日对非公民关闭边境。[48]
- 捷克：從3月16日開始禁止外國人入境捷克，捷克公民也禁止離開捷克領土[49]。
- 丹麦：從3月14日中午12時至4月13日，除了丹麥公民和在丹麥工作的外國人，其他外國人沒有正當理由禁止進入丹麥境内[50]。
- 爱沙尼亚：3月17日起，外国旅客不得进入爱沙尼亚。公民和有居留权的人以及近亲住在爱沙尼亚的外国公民将保留入境权。未有冠状病毒迹象的外国人可以过境。所有入境的人，将强制隔离两周。[51]
- 芬兰：3月19日起封关，芬兰公民返回芬兰、外国人返回他们的原籍国、重要的工作相关的旅行和货物运输除外。回国的芬兰公民被建议隔离14天。[52]
- 匈牙利：3月16日，总理维克托·奥尔班表示，只允许匈牙利公民入境。[53]
- 拉脫維亞：3月17日起，取消所有国际航空，铁路，海运和陆路运输。拥有拉脱维亚居留权的拉脱维亚公民和外国人可以入境。[54]
- 立陶宛：自3月16日00:00（UTC+2）起，禁止所有外国人入境，持有居留许可的外国人除外。
- 挪威：3月16日起，临时关闭机场，禁止所有外国人入境。[55]
- 摩尔多瓦：自3月17日00:00（UTC+2）起，禁止所有外国人入境，外交官和永久居民除外。[56]
- 波蘭：從3月15日開始封關10天，禁止外國人入境，視乎情況可能延長至20天或者30天，波蘭公民入境需要隔離14天。除貨物運輸外，國内及國際的機場和鐵路將暫停[57]。
- 羅馬尼亞：3月22日起，罗马尼亚禁止外国公民入境，居民和过境人员除外。[58]
- 俄羅斯：3月18日至5月1日，除特殊情况，外国人禁止入境。[59]
- 塞爾維亞：3月16日起关闭边境。[60]
- 斯洛伐克：对所有非居民关闭边境。[61]将关闭国际机场，并要求所有从国外返回的居民接受隔离。[61]违反者最高可被罚款1659欧元。[62]
- 西班牙：3月17日对非居民关闭边境。[63]
- 瑞士：3月17日起，禁止外国人入境。
- 土耳其：3月28日起，暂停所有国际航班。关闭与所有邻国的边界。[64][65]
- 乌克兰：3月15日起，乌克兰禁止外国人入境，为期两周。返回乌克兰的乌克兰公民将要接受健康观察隔离。[66]自3月17日起，乌克兰将暂停往返乌克兰的所有商业旅客服务，包括航班，火车和客车，为期两周。[67]

### 非洲
- ：3月17日起，禁止所有来自美国、巴西、塞内加尔、尼日利亚、葡萄牙以及所有欧洲和受冠状病毒影响的国家的航班入境。由于与其他国家没有航班，实际上就是封锁边境。[68][69][70]
- 刚果民主共和国：3月24日起进入紧急状态。暂停所有国际客运航班（由大使馆组织的有限航班除外）。暂停所有金沙萨和各省之间的国内客运航班，公路和河流客运也将暂停。货物运输不受影响。[71]
- 埃及：3月19日起至3月31日，关闭所有机场和航班，以防止冠状病毒传播。[72]
- ：关闭了与塞内加尔唯一的陆地边界，并对大多数航班关闭了领空。[73]
- ：3月17日起，禁止在过去14天内，去过确诊超过200例COVID-19的国家的人入境。加纳公民和居民除外，但必须在抵达时自我隔离14天[74]
- ：3月17日起，禁止已有确诊COVID-19的国家的外国人入境。肯尼亚公民和有永居权的外国人可以入境，需要进行自我检疫或进入政府指定的检疫设施。[75]
- 马达加斯加：3月20日起，暂停全部国际航班，并禁止客轮靠港。[76]
- 模里西斯：旅客不得过境或进入毛里求斯。[77]
- 摩洛哥：3月15日起暂停全部国际航班[78]
- 奈及利亞：3月26日起，关闭国际机场和陆地边界，为期四周。[79]
- 塞舌尔：3月30日起，除特定类别的乘客外，其他人不得入境。[80]
- 南非：在抵达前20天内去过英国、美国、意大利、伊朗、韩国、西班牙、德国的旅客禁止入境。暂停发放入境签证，无签证不得入境。已经入境的游客，如果入境时允许停留90天，就不需要重新申请签证。3月15日起，禁止来自中国、法国、德国、伊朗、意大利、韩国、西班牙、瑞士、美国或英国的旅客入境和过境。[81]
- 苏丹：3月17日起国家启动紧急状态，关闭机场和边界[82]。

### 美洲
- 阿根廷：3月15日起，禁止所有外国人入境。[83]
- ：除紧急情况外，禁止所有旅客，包括伯利兹公民入境。[84][85]
- 百慕大：3月20日起，禁止外国人入境。百慕大居民、商业船员或飞行员、持有百慕大检疫部门特殊许可证的人方可入境。[86]
- 玻利维亚：3月20日起，禁止外国人入境，取消国际航班。[87]
- 巴西：3月30日起，禁止外国人入境。公民、永久居民、外交人员和特殊原因除外。[88]
- 加拿大：3月18日起，禁止外国人入境。加拿大公民、永久居民或美国公民可以入境。外交官，航班机组人员和公民的直系亲属可以入境。[89]同时关闭美国和加拿大边境，切断非必要的人员流动，除非是“必要旅行”[90]。
- 智利：关闭边境，公民、永久居民、外交人员和特殊原因除外。[91]
- ：3月16日至4月12日禁止非居民入境，船员例外。所有返回的公民和居民都必须接受14天强制性检疫。[92]
- 哥伦比亚：3月17日起，哥伦比亚将完全关闭边界，直到5月30日。货物可以进出，但任何人都不得进出。[93]
- 古巴：3月21日起，禁止外国人入境，公民和拥有永居权的人除外。 [94]
- ：3月19日起封关，暂停所有国际航班。[95]
- ：3月25日至4月5日，关闭边境，暂停所有飞往厄瓜多尔的航班。[96][97]
- 薩爾瓦多：3月11日，萨尔瓦多总统宣布了一项行政命令，禁止所有外国人入境，外交官和合法居民除外。[98][98]
- ：从3月17日午夜开始关闭边境，为期两周。[99]
- ：3月15日23:59起，除货物运输外，所有交通停运一周。[100]
- 牙买加：未经政府授权，不得入境。[101]
- 巴拿马：3月16日23:59起，只有巴拿马公民和外国居民才能入境。[102]3月22日23:59起，暂停所有国际航班。[103]
- 巴拉圭：3月25日至4月12日，乘客不得进入或过境巴拉圭，暂停所有飞往巴拉圭的航班。[104][105]
- 秘魯：3月17日12:00起，开始限制人员进入进入该国内部。[106]
- 苏里南：3月14日起，禁止所有人和航班入境。[107]
- 千里達及托巴哥：3月17日起，禁止外国人入境，特立尼达和多巴哥公民和某些医务人员除外。[108][109]
- 乌拉圭[110]

### 大洋洲
- ：3月20日21:00起，禁止所有非澳大利亚公民和非永久居民入境。[111]
- 马绍尔群岛：5月5日前，游客禁止入境。[112]
- 新喀里多尼亞：除法国未成年人的父母和法国公民的配偶外，旅客不得进入新喀里多尼亚。5月31日前，暂停所有飞往新喀里多尼亚的航班。[113]
- 新西兰：3月20日23:59起，禁止所有非新西兰公民和非永久居民入境。禁令会覆盖之前暂时被允许入境的太平洋岛国居民、临时签证持有者（例如临时工人和学生）。[114]
- 斐济：对非公民关闭边境。[115]
- ：关闭边境。[116]
- ：3月20日起，瓦努阿图关闭入境口岸。[117]

## 实施隔离检疫措施的国家或地区
下列日期未特別註明者均為2020年。 
- ：任何从任何国际目的地前往澳大利亚的人，无论其国籍或居留身份，都必须接受为期14天的强制检疫，检疫期从入境之日起算。该条例将于3月16日生效，同时禁止从国际水域驶来的邮轮停靠澳大利亚的任何港口。[118]
- ：强制隔离14天。[101]
- 加拿大：所有入境者都需要强制隔离14天。[119]
- 智利：3月15日起，不允许游轮停靠码头。曾到疫情有关的国家或地区的人，在入境时将接受检查和/或隔离。[120]
- 衣索比亞：强制隔离14天，费用自理。[101]
- 斐济：于3月20日起，劳托卡封城，所有公民都不得离开。[121]
- 根西：所有入境者需要在抵达后自我隔离14天。这是法律要求，不按要求隔离是刑事犯罪。[122]
- 香港：3月19日起，所有抵港前14天內曾到任何國家／地區（不包括澳門和台灣）的人士須接受強制檢疫14天。[123]从3月25日起，强制检疫措施扩展至从澳门及台湾抵港的人士。[124]自同年11月22日起，由於香港與新加坡的「旅遊氣泡」政策正式實施，故符合資格者將於同日起獲豁免檢疫，預計有關安排將於其後擴大至與香港實施類似政策的其他國家或地區。
- 以色列：3月9日开始，以色列对所有游客和归国公民实行为期14天的全面隔离。[125]
- 澤西：3月20日起，所有入境者需要在抵达后自我隔离14天。[126]
- 馬爾他：3月13日13:30起，从任何国家入境马耳他的人，必须在强制隔离14天。未能履行此义务将被处以每次1,000欧元的罚款。[127]
- 新西兰：3月15日起，任何从海外进入新西兰的人，包括新西兰公民，入境后需要自我隔离14天，从太平洋岛屿入境的人（有症状者除外）除外。6月30日前，所有的游轮禁止进入新西兰。[128]3月19日23:59起，新西兰禁止所有非公民或永久居民入境，包括之前被排除在外的太平洋岛屿和临时签证持有人。[129]
- 新加坡：3月20日开始起，所有入境者需居家隔离14天。[130]
- ：4月1日起，所有游客要接受为期14天的强制自我隔离。航班机组人员除外。[131]

## 实施部分旅行禁令的国家或地区
下列日期未特別註明者均為2020年。 
- 安哥拉：禁止来自中国、法国、伊朗、意大利、韩国、葡萄牙或西班牙的游客入境或过境安哥拉。入境的本国公民需要强制隔离。[101]禁止来自日本的游客入境。[132]
- 安地卡及巴布達：禁止在过去28天内去过奥地利、比利时、保加利亚、加拿大、中国、克罗地亚、塞浦路斯、捷克、丹麦、爱沙尼亚、芬兰、法国、德国、希腊、匈牙利、冰岛、伊朗、爱尔兰、意大利、韩国、拉脱维亚、列支敦士登、立陶宛、卢森堡、马耳他、荷兰、挪威、波兰、葡萄牙、罗马尼亚、斯洛伐克、斯洛文尼亚、西班牙、瑞典、瑞士、美国或英国的旅客入境或过境安提瓜和巴布达。[101]拒绝来自日本的外国人(包括机组人员)入境。[132]
- 亞美尼亞：暂停对中国公民的免签入境。禁止在过去14天内去过奥地利、比利时、中国、丹麦、法国、德国、伊朗、意大利、日本、韩国、荷兰、挪威、西班牙、瑞典、瑞士或英国的旅客入境或过境亚美尼亚。[101]
- 巴林：禁止在过去14天内，去过奥地利、比利时、中国、捷克、丹麦、爱沙尼亚、芬兰、法国、德国、希腊、匈牙利、冰岛、伊朗、伊拉克、韩国、拉脱维亚、列支敦士登、立陶宛、卢森堡、马耳他、荷兰、挪威、波兰、葡萄牙、斯洛伐克、斯洛文尼亚、西班牙、瑞典、瑞士、英国和美国的旅客入境或过境巴林。[101]禁止来自日本的游客入境。[132]
- ：来自中国、欧洲、伊朗、韩国、英国或美国的游客将被隔离14天。[101]
- ：禁止来自奥地利、比利时、中国湖北省武汉市、法国、德国、伊朗、意大利、日本、韩国、罗马尼亚、西班牙或瑞士的游客入境或过境。[101]
- ：禁止来自奥地利、比利时、中国、丹麦、法国、德国、印度、伊朗、意大利、日本、韩国、荷兰、挪威、西班牙、瑞典、瑞士、美国或英国的游客入境或过境。[101]
- 保加利亚：来自法国、德国、意大利、荷兰、西班牙和瑞士的游客只能从保加利亚过境回国，不允许入境。[101]
- 柬埔寨：禁止来自法国、德国、伊朗、意大利、西班牙或美国的游客入境。[101]
- 加彭：禁止在过去14天内，去过奥地利、比利时、保加利亚、中国、克罗地亚、塞浦路斯、捷克、丹麦、爱沙尼亚、芬兰、法国、德国、希腊、匈牙利、意大利、爱尔兰、日本、韩国、拉脱维亚、列支敦士登、立陶宛、卢森堡、马耳他、荷兰、挪威、波兰、葡萄牙、罗马尼亚、西班牙、斯洛伐克、斯洛文尼亚、瑞典、瑞士、美国或英国的旅客入境或过境。[101][132]
- 德国：3月16日起，德国关闭部分与法国、奥地利、丹麦、卢森堡和瑞士的边境。商品运输不受影响，以抑制恐慌性购买。[133]
- 格瑞那達：禁止在过去14天内，去过奥地利、比利时、保加利亚、中国、克罗地亚、塞浦路斯、捷克、丹麦、爱沙尼亚、芬兰、法国、德国、希腊、匈牙利、冰岛、伊朗、爱尔兰、意大利、韩国、拉脱维亚、列支敦士登、立陶宛、卢森堡、马耳他、荷兰、挪威、波兰、葡萄牙、罗马尼亚、斯洛伐克、斯洛文尼亚、西班牙、瑞典、瑞士、美国或英国入境的旅客入境。[101]禁止来自日本的游客入境。[132]
- 海地：禁止在过去14天内去过中国、法国、德国、伊朗、意大利或韩国的旅客入境或过境。[101]禁止来自日本的游客入境。[132]
- 伊拉克：巴士拉国际机场拒绝来自中国的乘客入境。[134]拒绝来自日本的航班入境。[132]
- 義大利：已暂停中国大陆、香港、澳门和台湾飞往意大利的所有客运航班。[135][136]尽管禁止了中国大陆、香港、澳门和台湾直航，但持有另一个申根国家签证的中国公民可以通过其他国家入境意大利。[137]
- 日本：3月初，日本撤销了现有中国公民的签证。[138]4月3日起，禁止过去14天内去过欧洲(不包括白俄罗斯、俄罗斯及乌克兰)及部分亚洲国家(包括文莱、中国、香港、印尼、澳门、马来西亚、菲律宾、大韩民国、新加坡、台湾、泰国、越南)、大洋洲(澳洲、新西兰)、北美洲(加拿大、美国)、拉丁美洲(玻利维亚、巴西、智利、多米尼加、厄瓜多尔、巴拿马)、中东(巴林、伊朗、以色列、土耳其)及非洲(科特迪瓦、刚果民主共和国、埃及、毛里求斯、摩洛哥)的游客入境。从这些国家回国的日本公民需要接受检测和隔离。[139]
- ：暂停对中国旅客的72小时免签过境。[140]禁止来自日本的游客入境。[132]
- 基里巴斯：禁止来自在过去14天内出现确诊病例的国家的旅客入境，持有医疗证明除外。[141]
- 科威特：暂停与若干国家之间的运输和签证发放，禁止某些国家的公民入境。任何去过受影响地区的游客都面临类似的限制。[142]
- 馬爾地夫：禁止在过去14天内，去过孟加拉国、中国、伊朗、意大利、马来西亚、西班牙、斯里兰卡、英国或在北庆尚和南庆尚省、法兰西和格兰德斯特省(法国地区)及巴伐利亚、北莱茵河威斯特伐利亚和巴登-符腾堡(德国地区)的游客入境或过境。[101]暂停对日本国民的签证发放，并禁止与旅游相关的入境。[132]
- 密克羅尼西亞聯邦：已经出台了一项严格的旅行禁令，禁止任何来自中国或在过去14天内一直在其他受影响国家的游客入境。[143]
- 瑙鲁：禁止过去21天去过香港、伊朗、意大利、日本、澳门、中国内地或韩国的旅客入境。[101][132]
- 萨摩亚：去过澳洲、奥地利、巴林、比利时、加拿大、中華人民共和國、中華民國、捷克、丹麦、法国、德国、希腊、香港特别行政区、冰岛、意大利、伊朗、日本、韩国、科威特、卢森堡、澳门特别行政区、马来西亚、荷兰、挪威、卡塔尔、新加坡、西班牙、瑞典、瑞士、泰国、阿拉伯联合酋长国或美国的游客，均不得入境或过境萨摩亚。[101]有争议的是，萨摩亚拒绝几名萨摩亚公民入境，这被批评为违反国际法。[144][145]
- ：禁止在过去14天内去过中国、伊朗、韩国或意大利的游客入境。[146]禁止来自日本的航班入境。[132]
- 突尼西亞：禁止在过去14天内曾在中国大陸、埃及、法国、德国、伊朗、意大利、韩国、西班牙或英国的旅客过境或入境。突尼斯国民和他们的妻儿除外。[147]
- 美国：1月31日，美国宣布此次疫情为美国公共卫生紧急事件。2月2日起，过去14天内去过中国湖北的入境旅客将接受最多14天的隔离检疫。去过中国大陆其他地方的美国公民，如果没有症状，允许回国，但将被当地卫生部门监测。[148]截至3月2日，禁止在过去14天内去过伊朗的外国人入境美国。[149]在过去14天内去过伊朗的美国公民和永久居民必须通过特定的几个机场入境。[101][149]3月13日23:59起，暂停来自欧洲申根地区的入境旅行。[150]此限制仅适用于前往美国的过去14天在申根地区内的外国公民。该禁令不适用于永久居民和美国公民。[151][152]3月14日，特朗普政府将禁令扩大到包括英国和爱尔兰。[153]据说限制将持续30天，[154]然而，官方声明中没有规定期限：“这项声明将继续有效，直到总统终止为止。“[150]